# Рудник Бабелтуап
Рудник Бабелтуап — колишній гірничодобувний майданчик у Мікронезії на острові Бабелтуап (найбільший в архіпелаіз Палау).
У середині 1930-х японці почали приділяти все більше уваги політиці самозабезпечення, що, зокрема, змусило звернути увагу на боксити острова Бабелтуап, за роботу з якими узялась компанія Nanyo Aruminium Kogyo Kaisha. У 1938-му почали розробку покладу в районі Ngaremlengui, але вже з 1940-го переключились на значно привабливіший поклад Нгардмау.
Розробка велась відкритим способом. Вилучена руда транспортувалась до збагачувальної фабрики за допомогою вузькоколійної залізниці, що мала довжину колій біля 8 кілометрів та використовувала 10 локомотивів. Збагачення включало промивку руди (в якій на боксити припадало лише близько 30 %), для чого облаштували систему водопостачання, що включала водовідвідну греблю на річці Ngertebechel та резервуар ємністю 1,9 тисячі м3.
Отриманий товарний концентрат транспортували за допомогою канатної дороги завдовжки понад 2 кілометра до спеціально спорудженої пристані. Тут його приймали 25-тонні дерев'яні баржі, що виходили в море для перевантаження на судна, які очікували на якірній стоянці.
На початку 1944-го на Палау прийбув транспорт «Хідака-Мару», який прийняв 2230 тонн бокситів та 9 січня вирушив на північ у складі конвою FU-905. Втім, йому так і не вдалось доправити цей вантаж до пункту призначення, оскільки 20 січня вже на підході до Японії судно було торпедоване та потоплене підводним човном USS Batfish.
30—31 березня 1944 року японська база на Палау потрапила під потужний удар авіаносного з'єднання, при цьому однією з цілей була система відвантаження бокситів. А восени 1944-го союзники висадились на півдні архіпелагу Палау, що перервало будь-які японські комунікації з Бабелтуапом.
Всього з 1938 по 1944 роки на Бабелтуапі виробили 369 тисяч тонн бокситового концентрату з середнім вмістом оксиду алюмінію 52 %.